# Paixões Proibidas
Paixões Proibidas é uma telenovela luso-brasileira produzida e exibida pela Band em parceria com a emissora portuguesa RTP entre 14 de novembro de 2006 e 8 de junho de 2007 em 139 capítulos, substituindo a reprise de Mandacaru e sendo substituída por Dance Dance Dance. Baseada em três obras de Camilo Castelo Branco – Amor de Perdição, Mistérios de Lisboa e Livro Negro do Padre Dinis – foi adaptada por Aimar Labaki, com colaboração de Fabio Brandi Torres e Mário Viana, sob direção de Del Rangel, Marcus Coqueiro, Sacha e Virgílio Castelo e direção geral de Ignácio Coqueiro e Del Rangel.
Contou com Miguel Thiré, Anna Sophia Folch, Julianne Trevisol, Marcos Breda, Felipe Camargo, Maria Carolina Ribeiro, São José Correia e Suzy Rêgo nos papéis principais.

## Produção
Após a bem-sucedida reprise de Mandacaru, originalmente exibida na Rede Manchete, a Band decidiu investir em uma telenovela de época contando com os mesmo artifícios: nudez, violência e uma requintada produção de época. Em 2005 Ana Maria Moretzsohn negociava a produção de uma telenovela na Band, sendo que Herval Rossano encomendou para ela uma sinopse de época que envolvesse os livros Amor de Perdição, Mistérios de Lisboa e Livro Negro do Padre Dinis, as quais ele havia idealizado. Ana Maria, porém, planejava uma trama contemporânea original e decidiu então assinar com a RecordTV, onde produziu a novela Luz do Sol, ficando a cargo de Aimar Labaki a responsabilidade de adaptar o texto a partir das obras de Camilo Castelo Branco.
Em fevereiro de 2006, Herval rompeu contrato com a Band devido a insatisfações com as condições de trabalho, uma vez que havia lhe sido prometido uma reestrutação completa na teledramaturgia do canal com a compra de equipamentos de última geração e produção de cenários de primeira linha, como ele havia promovido na RecordTV dois anos antes. Com os cenários e equipamentos já existentes na emissora, sem grandes alterações na área produtiva, a emissora deu seguimento na produção da trama, convidando Ignácio Coqueiro para dirigi-la. Originalmente a trama foi intitulada Amor de Perdição, passando para Amores Proibidos, até chegar no definitivo Paixões Proibidas. 
Na mesma época a emissora fechou uma parceria com o canal português RTP para co-produzir a trama, contando com atores de ambos os locais. Foram gravadas cenas externas no Pão de Açúcar, na Baía da Guanabara, em locais históricos como os Arcos da Lapa, no Paço Imperial, no Museu Histórico Nacional, na Igreja da Glória e em um convento no Centro do Rio de Janeiro, além de pontos em Portugal. Após dois meses de novela, Del Rangel assumiu a co-direção da trama, uma vez que a crítica e público haviam a considerado lenta, dando uma visão mais ágil a história. Após o fim da trama, a emissora leiloou os figurinos e acessórios cenográficos para reverter o dinheiro a Hospital Pestalozzi.

## Enredo
No início do século XIX na cidade do Rio de Janeiro, Simão e Teresa, filhos de famílias divididas por ódios que atravessam os anos, se apaixonam perdidamente. Mas é uma paixão proibida, que não tem a bênção dos pais e dos irmãos, nem o apoio da sociedade. Além disso, os dois sofrerão com as armações de Mariana, falsa amiga de Teresa que tenta de tudo para separar o casal e ficar com o rapaz. É entre os rebeldes, os escravos e os marginalizados que Teresa e Simão vão encontrar apoio para lutar por esse amor, vivendo tragédias e aventuras.
Alberto de Miranda é um ex-corsário que fez riqueza com a pirataria, retornando ao Brasil para levar uma nova vida como um respeitado empresário e sendo disputado por Eugênia e Elisa. Ainda há a história de Padre Dinis, um homem misterioso com várias identidades, que devota a vida a ajudar jovens amantes e injustiçados, tentando assim limpar a culpa dos erros do passado. Ele também luta contra o amor que sente por Antônia Valente, mulher que vive em busca da filha, roubada ainda criança há mais de 20 anos. 

## Exibição
Paixões Proibidas estreou em 14 de novembro de 2006 às 22h, porém em 21 de fevereiro de 2007 foi transferida para às 17h30, visando fugir da concorrência e atingir uma melhor audiência, o que culminou na restrição de diversos artifícios utilizados na história, como as cenas de violência, ação, sexo e nudez.

## Elenco
| Intérprete             | Personagem                                |
| ---------------------- | ----------------------------------------- |
| Miguel Thiré           | Simão de Azevedo                          |
| Anna Sophia Folch      | Teresa Dias                               |
| Julianne Trevisol      | Mariana Araújo                            |
| Erom Cordeiro          | Joaquim Dias                              |
| Marcos Breda           | Baltazar Guimarães                        |
| Felipe Camargo         | Alberto de Miranda                        |
| Maria Carolina Ribeiro | Eugênia Valente                           |
| São José Ribeiro       | Elisa de Mandeville                       |
| Suzy Rêgo              | Antônia Valente                           |
| Virgílio Castelo       | Padre Dinis                               |
| Celso Frateschi        | Álvaro de Sousa, Barão de Torres Novas    |
| Graziella Moretto      | Ângela de Sousa, Baronesa de Torres Novas |
| Antônio Grassi         | Tadeu Dias                                |
| Flávio Galvão          | Domingos de Azevedo                       |
| Ana Bustorff           | Rita de Azevedo                           |
| Leonardo Carvalho      | Manuel de Azevedo                         |
| Leonor Seixas          | Adelaide Gusmão                           |
| Nuno Pardal            | Estevão Gusmão                            |
| Bruna Brignol          | Ana de Azevedo                            |
| Pedro Lamares          | Mateus Correia                            |
| Bruno Gradim           | Pedro de Sousa                            |
| Natália Luiza          | Maria Júlia Queirós                       |
| Carlos Vieira          | Arthur de Mandeville                      |
| Ana Kutner             | Emília Salgado                            |
| Igor Kovalewsky        | Carlos Salgado                            |
| Lafayette Galvão       | Frei Adriano                              |
| Michel Bercovitch      | Samuel Goldberg                           |
| Reynaldo Gonzaga       | João Araújo / Capitão do Mato             |
| Dani Ornellas          | Rosália da Silva                          |
| Adriana Prado          | Celine                                    |
| Ronnie Marruda         | José                                      |
| Vanessa Pascale        | Luzia                                     |
| Iracema Starling       | Índia Jacira Guapiá                       |
| Edgar Amorim           | Aníbal Setúbal                            |
| Washington Austin      | Zuza da Silva                             |
| Caio Vydal             | Tabara Guapiá                             |

### Participações especiais
| Intérprete     | Personagem       |
| -------------- | ---------------- |
| Henrique Viana | Barão de Saraiva |
| Júlio Levy     | Jacinto          |
| Renato Rocha   | Theobaldo        |
| Gabriel Austin | Tiago            |

## Audiência

### Na Band
Paixões Proibidas estreou com 5 pontos de audiência e picos de 7, conquistando a terceira posição. Após uma semana, no entanto, a trama já atingia entre 2 e 3 pontos, ficando na quarta posição e, ocasionalmente, disputando a quinta com a RedeTV!. Em 21 de fevereiro de 2007 a novela passou a ser exibida às 17h30 na tentativa de recuperar a audiência, porém o resultado piorou e a trama passou a atingir apenas 1 ponto. A novela chegou ao fim com 2.3 pontos de audiência, sendo que sua média geral ficou em 2 pontos, a pior da história da teledramaturgia da emissora.

### Na RTP1
Estreou em 9 de janeiro de 2007, terça-feira, com 12.9% de audiência média e 28.9% de share, sendo o terceiro programa mais visto do dia.

## Trilha Sonora
1. Romance da moreninha - Alceu Valença (Tema de abertura)
2. Enrosco - Simone (Tema de Simão e Teresa)
3. Joana francesa - Fagner e Chico Buarque (Tema de Alberto e Elisa)
4. Desejos - Fátima Guedes (Tema de Mariana)
5. Coração imprevisto - Eugénia Melo e Castro & Caetano Veloso (Tema de Júlia)
6. Eu não sei quem te perdeu – Pedro Abrunhosa (Tema de Adelaide e Estêvão)
7. Lua Sagrada - Ivan Lins (Tema de Ana de Azevedo)
8. Pétalas - Alceu Valença (Tema de Eugênia)
9. Rosa - Rodrigo Leão (Tema de Ângela de Sousa)
10. Olhos de farol - Ney Matogrosso (Tema de Domingos)
11. Coração Ateu - Lucinha Lins (Tema de Antônia)
12. Antídotos - Ivan Lins (Tema de Padre Dinis)
13. Há uma musica do povo - Mariza (Tema do núcleo de Coimbra)
14. Aceito seu coração - Joanna (Tema de Alberto e Eugênia)
15. Cansei de ilusões - Fafá de Belém (Tema de Álvaro)
16. Lábios de mel - Katia Guerreiro e Ney Matogrosso (Tema de Ana e Mateus)
17. Passos de amador (Fools rush in) - João Bosco (Tema de João Araújo)
18. Trângulo-Mângulo - Gaiteiros de Lisboa (Tema de Fuga)